# Strandvial
Strandvial (Lathyrus japonicus) är en flerårig art i familjen ärtväxter. Arten har nästan cirkumpolär utbredning. Den förekommer sällsynt längs Sveriges kuster. Strandvial växer på sandiga och steniga havsstränder från Bohuslän till Skåne, Södermanland till Norrbotten samt på Öland och Gotland. Den odlas ibland som prydnadsväxt, bladen blir vanligen mindre läderartade i odling.
Flerårig ört med nedliggande, kantiga stjälkar, upp till 100 cm långa. Arten saknar vinglister. Hela växten är blågrön och kan vara kal eller ibland hårig. Bladen är parbladiga med 2-5 par småblad och ett enkelt eller grenigt klänge. Småblad något läderartade, 1,5-5 cm långa och 0.8-2,5 cm breda, elliptiska med kort uddspets. Stipler är stora och breda.  Klasar med 3-10 blommor på långa skaft i bladvecken. Krona 1-2,5 cm lång, med rödviolett segel och blekt blåviolett till vitaktig köl. Frukten är en mångfröig kal balja. Blommar i juni-augusti.
- Stjälken är nedliggande och kantig, men saknar vinglika lister längs kanterna.
- Bladen är blågröna, håriga eller kala och parbladiga med tre till fem par småblad och ett enkelt eller grenigt klänge.
- Småbladen är ganska tjocka, ovala eller omvänt äggrunda och sitter oftast växelvis i bladet.
- Stiplerna är stora och breda, nästan som småbladen.
- Blommorna är röd- och blåvioletta och blommar mellan juli och augusti. De sitter samlade i korta klasar på långa skaft från bladvecken.
- Kronan har rödviolett segel och blekt blåviolett köl.
- Frukten är en mångfröig kal balja.

Strandvial har en nästan cirkumpolär utbredning och flera beskrivna underarter. I Sverige förekommer dock bara underarten vanlig strandvial (ssp. maritimus), men tre varieteter av den har urskiljts; hårig strandvial (var. pubescens), kal strandvial (var. glaber), småbladig strandvial och dynvial (var. acutifolius).
Den första fynduppgiften publicerades 1704 enligt Nordstedt 1920.
Underarter:
- subsp. japonicus - blommor till 2,5 cm långa. Baljor över 1 cm breda.
- subsp. maritimus - blommor upp till 1,6 cm långa. Baljor mindre än 1 cm breda.

Artepitetet japonicus (lat.) betyder "från Japan".

## Synonymer
subsp. japonicus
- Lathyrus aleuticus (Greene ex T. G. White) Pobedimov
- Lathyrus japonicus f. albescens (Makino) H.Ohashi & Y.Tateishi
- Lathyrus japonicus f. albiflorus Miyabe et. Tatew., 1936
- Lathyrus japonicus f. albinus Fernald
- Lathyrus japonicus f. pubescens (Hartman) H. Ohashi & Tateishi, 1977
- Lathyrus japonicus f. spectabilis Fassett
- Lathyrus japonicus var. aleuticus (Greene ex T. G. White) Fernald*Lathyrus japonicus var. parviflorus Fassett
- Lathyrus japonicus var. pellitus Fernald
- Lathyrus japonicus var. pellitus f. candidus Fernald
- Lathyrus japonicus var. typicus Fernald
- Lathyrus maritimus var. albescens Makino
- Lathyrus maritimus var. aleuticus Greene ex T. G. White
- Lathyrus maritimus var. pellitus (Fernald) Gleason

subsp. maritimus
- Lathyrus aleuticus (Greene) Pobed. .
- Lathyrus japonicus f. acutifolius (Bab.) Fernald .
- Lathyrus japonicus f. pubescens (Hartm.) H.Ohashi & Y.Tateishi
- Lathyrus japonicus ssp. maritimus (L.) P.W.Ball .
- Lathyrus japonicus ssp. maritimus var. acutifolius (Bab.) Bässler .
- Lathyrus japonicus ssp. maritimus var. glaber (Ser.) Fernald .
- Lathyrus japonicus ssp. maritimus var. pubescens (Hartm.) T.Karlsson .
- Lathyrus japonicus ssp. pubescens (Hartm.) A.A.Korobkov .
- Lathyrus japonicus var. maritimus (L.) J.T.Kartesz & K.N.Gandhi .
- Pisum maritimum L.
- Pisum maritimum var. glabrum Seringer
- Lathyrus maritimus (L.) Fries nom. illeg.
- Lathyrus maritimus Bigelow
- Lathyrus maritimus subsp. glaber (Ser.) C.Regel
- Lathyrus maritimus subsp. pubescens (Hartm.) C.Regel
- Lathyrus maritimus var. acutifolius Bab.
- Lathyrus maritimus var. glaber (Ser.) Eames
- Lathyrus maritimus f. pubescens (Hartm.) Saelan
- Lathyrus maritimus var. velutinus Fries
- Pisum pubescens Hartman, 1832